# Stazione di Oulx-Cesana-Claviere-Sestriere
La stazione di Oulx-Cesana-Claviere-Sestriere è una stazione ferroviaria posta sulla linea del Frejus. Situata nel centro abitato di Oulx, serve anche le località sciistiche di Cesana Torinese (10 km), Claviere (17 km) e Sestriere (22 km).

## Storia
Il 10 luglio 1912 venne attivato l'esercizio a trazione elettrica a corrente alternata trifase.
Nel 1937 risultava denominata "Oulx-Clavières-Sestrières"; in tale data assunse la denominazione di "Oulx-Clavières-Sestriere", mutata già l'anno successivo in "Ulzio-Claviere-Sestriere".
Il 28 maggio 1961 la stazione venne convertita alla corrente continua.
Nel 1962 la stazione assunse la denominazione attuale, in conseguenza alla ridenominazione del comune di Ulzio in Oulx, avvenuta nel 1960.

## Strutture ed impianti
La stazione è dotata di un ampio fabbricato viaggiatori sviluppato su due piani fuori terra. Parte del piano terreno è accessibile all'utenza e ospita una sala d'attesa, i servizi igienici ed il bar-tabaccheria. Le altre parti della struttura non accessibili all'utenza sono adibite a dirigente movimento e ad uffici del personale RFI. Sulla facciata lato strada è presente, al centro del tetto, un orologio a muro.

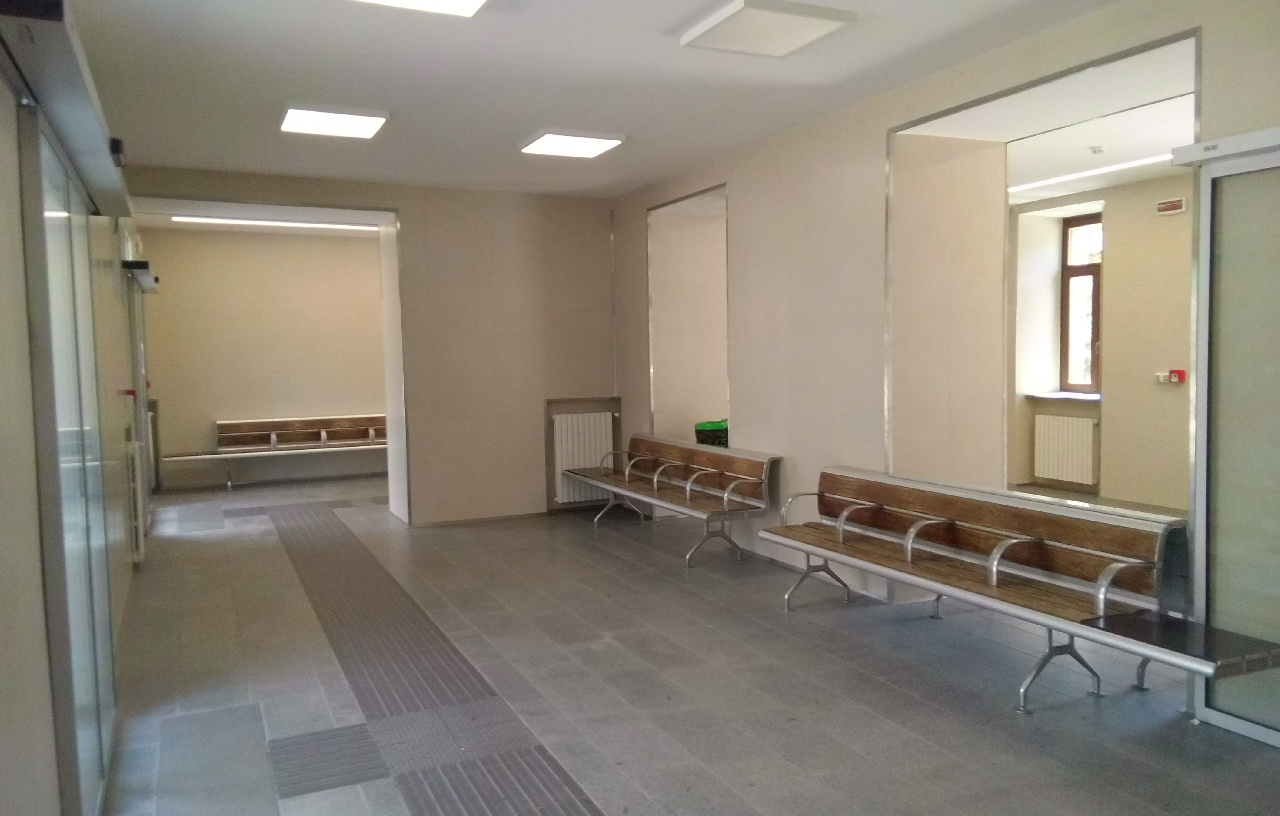
Sala d'attesa della stazione, ristrutturata e aperta nel 2022

Accanto al fabbricato viaggiatori sono presenti altri due edifici di dimensioni minori, sviluppati su un solo piano, che fungevano da deposito locomotive e magazzino merci. Nonostante la cessazione delle loro funzioni originarie, essi risultano in medio-buono stato di conservazione. Il fascio di binari loro dedicato è stato rimosso e l'accesso dei binari negli edifici murato.

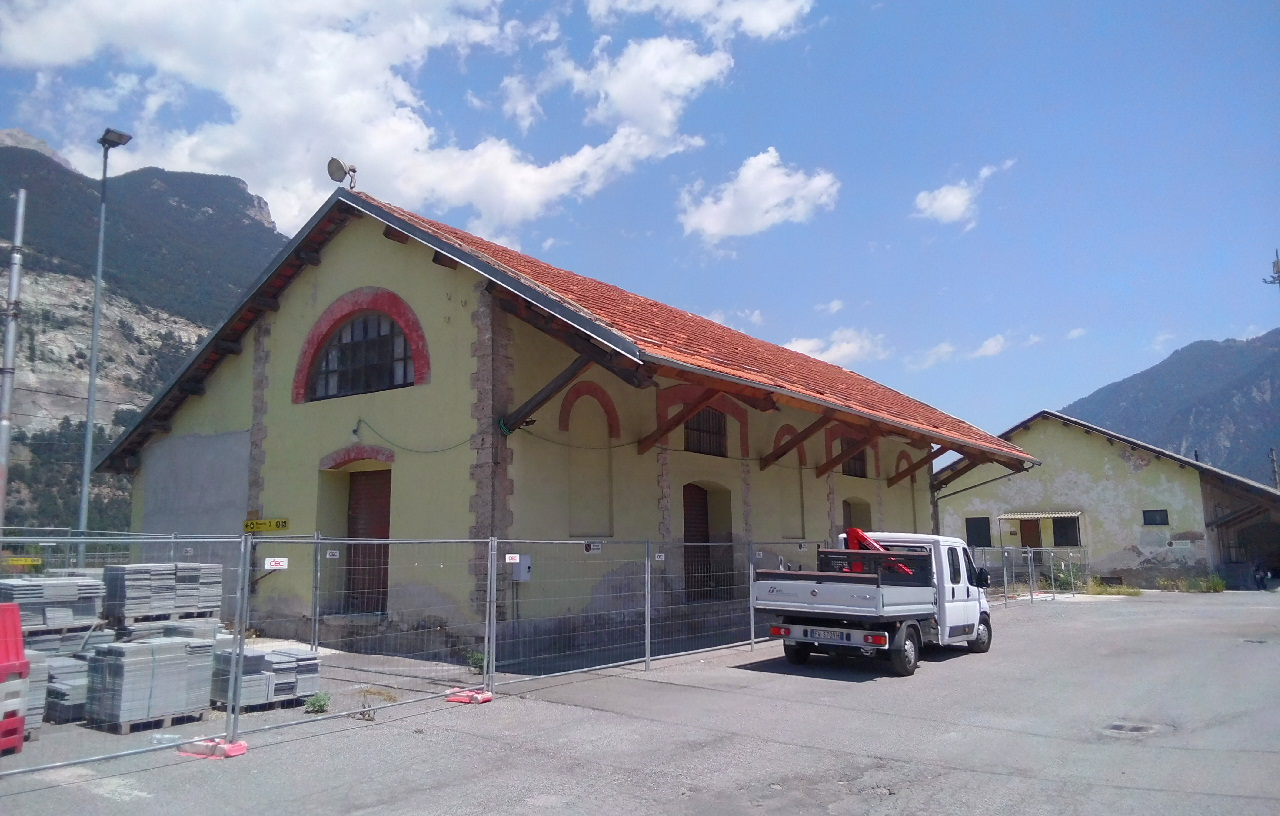
Edifici abbandonati visti dal piazzale accanto alla stazione

Il piazzale è formato da due binari. Sono presenti due banchine, una a servizio del binario 1, l'altra per il binario 2, collegate da un sottopassaggio. Quest'ultimo è stato recentemente fornito di due ascensori, uno per banchina, anche se al momento risultano non funzionanti.

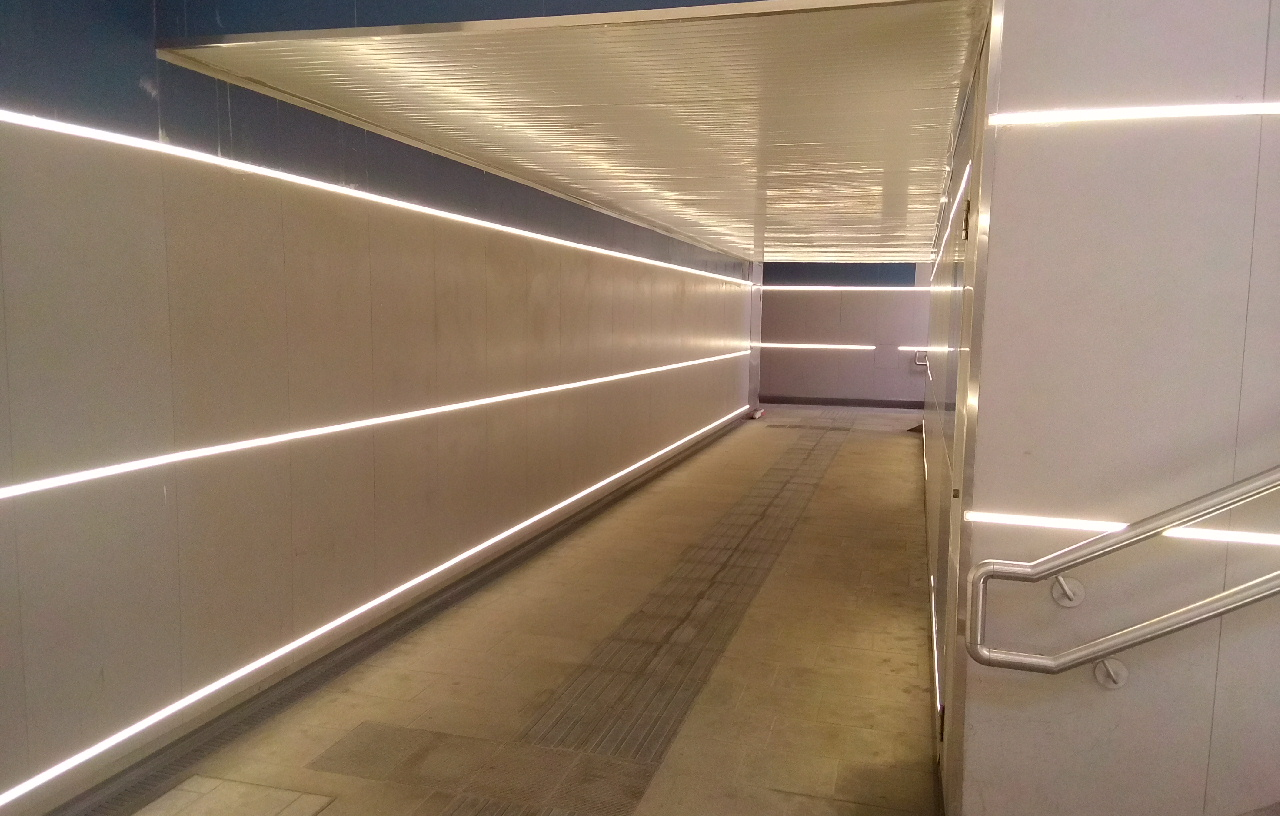
Sottopassaggio della stazione di Oulx, solo in parte rinnovato

La sala d'attesa, rinnovata, presenta varie panchine, due accessi al binario 1, due pannelli informativi cartacei di partenze ed arrivi e due posizioni adibite a pannelli informativi non ancora montati, per ora presenti solo all'esterno.

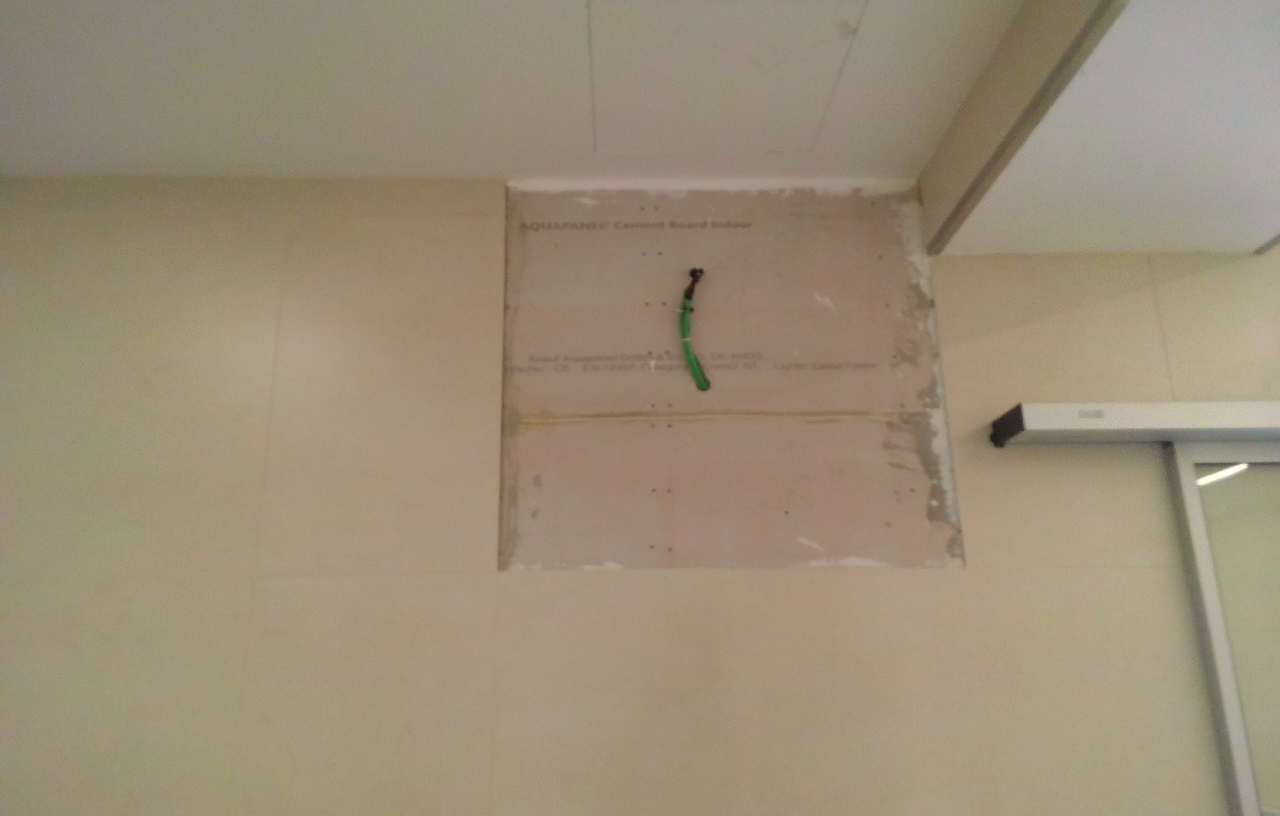
Particolare della sala d'attesa dove andranno montati i monitor

## Movimento
La stazione è servita da treni regionali in servizio sulla tratta linea 3 del Servizio ferroviario metropolitano di Torino, operati da Trenitalia nell'ambito del contratto di servizio stipulato con Regione Piemonte, per Modane (solo festivi), Bardonecchia e Torino Porta Nuova.
Inoltre vi fermano anche i TGV della SNCF per Parigi e un Frecciarossa per Napoli Centrale.
I treni della linea SFM-3 transitano ogni ora dal lunedì al sabato ed ogni due ore la domenica.

## Servizi
La stazione, RFI classifica nella categoria silver, dispone di:
- Bar
- Biglietteria automatica
- Sala d'attesa
- Servizi igienici

## Interscambi
- Fermata autobus

All'uscita del fabbricato viaggiatori, in parte nell'area dello scalo merci convertita a movicentro, si trovano svariate autolinee; alcune di esse collegano Oulx alla stazione di Briançon.